# Joan Bagué
Joan Baptista Bagué i Roura (Girona, 18 de diciembre de 1964) es un político español, senador por Gerona en la X, XI y XII legislaturas. 

## Biografía
Bagué comenzó siendo asesor lingüístico y corrector de catalán de los diarios de Girona y El Punt. Fue uno de los fundadores de la Joventut Nacionalista de Catalunya, rama juvenil de Convergencia Democrática de Cataluña (CDC), de la que ha sido presidente local de Girona de 1995 a 2000 y de 2012 a 2016, así como presidente comarcal del Gironés de 2000 a 2012. Fue concejal del Ayuntamiento de Gerona de 1995 a 2007.
Diputado de la Diputación Provincial de Gerona de 1991 a 2003, fue vicepresidente de la Diputación entre 1995 y 1999. Entre 1999 y 2003 fue responsable del área de Cultura de la Diputación.
Elegido senador por Girona en las Elecciones Generales de 2011, 2015 y 2016, fue portavoz de la Comisión de Cultura del Senado. En las Elecciones Generales de 2015 encabezó la lista al Senado de la coalición Democràcia i Llibertat, formada por Convergencia Democrática, Demócratas de Cataluña y Reagrupament. Fue portavoz adjunto del grupo parlamentario. En la XII legislatura es senador de Convergencia Democrática de Cataluña, integrado al Grupo Mixto del Senado. Es portavoz de la Comisión de Fomento, portavoz a la Comisión Mixta del Tribunal de Cuentas y viceportavoz de la Comisión de Cultura y de Presupuestos.